# Eerste Divisie
Eerste Divisie, även kallad Keuken Kampioen Divisie på grund av sponsorskäl är Nederländernas andradivision i fotboll. Eerste Divisie är också känt som Jupiler League, samma namn som högstadivisionen i Belgien.

## Klubbar
Klubbarna i Eerste Divisie under säsongen 2019/2020.
- Almere City FC
- De Graafschap
- FC Den Bosch
- FC Dordrecht
- FC Eindhoven
- FC Volendam
- Go Ahead Eagles
- Helmond Sport
- Jong Ajax
- Jong AZ
- Jong PSV
- Jong FC Utrecht
- MVV Maastricht
- NAC Breda
- NEC Nijmegen
- Roda JC
- SBV Excelsior
- SC Cambuur
- SC Telstar
- TOP Oss